# 앙골라자유꼬리박쥐
앙골라자유꼬리박쥐(Mops condylurus)는 큰귀박쥐과에 속하는 박쥐의 일종이다. 앙골라와 베넹, 보츠와나, 부르키나파소, 부룬디, 콩고민주공화국, 코트디부아르, 에티오피아, 감비아, 가나, 기니, 케냐, 말라위, 말리, 모잠비크, 나미비아, 니제르, 나이지리아, 르완다, 세네갈, 시에라리온, 소말리아, 남아프리카공화국, 수단, 에스와티니, 탄자니아, 토고, 우간다, 잠비아 그리고 짐바브웨에서 발견된다. 자연 서식지는 건조 사바나 지역과 습윤 사바나 지역이다.